# Atletismo nos Jogos Pan-Americanos de 2019 - Salto em altura masculino
A competição do salto em altura masculino foi um dos eventos do atletismo nos Jogos Pan-Americanos de 2019, em Lima, no Peru. A prova foi realizada no dia 9 de agosto.

## Calendário
Horário local (UTC-5).
| Data        | Horário | Fase  |
| ----------- | ------- | ----- |
| 9 de agosto | 16:50   | Final |

## Medalhistas
| Ouro   | CUB Luis Zayas      |
| Prata  | CAN Michael Mason   |
| Bronze | MEX Roberto Vilches |

## Recordes
Recordes mundial e pan-americano antes da disputa dos Jogos Pan-Americanos de 2019.
| Tipo                             | Atleta           | Marca  | Local         | Data                |
| -------------------------------- | ---------------- | ------ | ------------- | ------------------- |
|                                  | Javier Sotomayor | 2,45 m | Salamanca     | 27 de julho de 1993 |
| Recorde dos Jogos Pan-Americanos | Javier Sotomayor | 2,40 m | Mar del Plata | 25 de março de 1995 |

## Resultado final
Os resultados foram os seguintes:  
| Posição           | Atleta            | Nacionalidade             | 2.05 | 2.10 | 2.15 | 2.18 | 2.21 | 2.24 | 2.26 | 2.28 | 2.30 | 2.32 | Resultado | Notas                |
| ----------------- | ----------------- | ------------------------- | ---- | ---- | ---- | ---- | ---- | ---- | ---- | ---- | ---- | ---- | --------- | -------------------- |
| Medalha de ouro   | Luis Zayas        | CUB Cuba                  | –    | –    | o    | o    | o    | xo   | xo   | o    | xo   | x-   | 2.30      | Recorde pessoal      |
| Medalha de prata  | Michael Mason     | CAN Canadá                | –    | o    | o    | o    | o    | o    | xo   | xo   | x-   | xx   | 2.28      |                      |
| Medalha de bronze | Roberto Vílches   | MEX México                | –    | o    | o    | o    | xo   | o    | xo   | xxx  |      |      | 2.26      |                      |
| 4                 | Fernando Ferreira | BRA Brasil                | –    | o    | o    | o    | o    | xo   | xxo  | xxx  |      |      | 2.26      | Recorde da temporada |
| 5                 | Keenon Laine      | USA Estados Unidos        | –    | –    | o    | o    | xxo  | o    | xxx  |      |      |      | 2.24      |                      |
| 6                 | Jeron Robinson    | USA Estados Unidos        | –    | –    | o    | xo   | o    | xxx  |      |      |      |      | 2.21      |                      |
| 7                 | Eure Yáñez        | VEN Venezuela             | –    | o    | xxo  | –    | xo   | xxx  |      |      |      |      | 2.21      |                      |
| 8                 | Luis Castro       | PUR Porto Rico            | –    | o    | –    | xxo  | xxx  |      |      |      |      |      | 2.18      |                      |
| 9                 | Arturo Chávez     | PER Peru                  | o    | xo   | o    | xxx  |      |      |      |      |      |      | 2.15      | =                    |
| 9                 | Edgar Rivera      | MEX México                | –    | xo   | o    | xxx  |      |      |      |      |      |      | 2.15      |                      |
| 11                | Carlos Layoy      | ARG Argentina             | –    | xxo  | xxx  |      |      |      |      |      |      |      | 2.10      |                      |
| 11                | Donald Thomas     | BAH Bahamas               | –    | xxo  | –    | x-   | xx   |      |      |      |      |      | 2.10      |                      |
| 13                | Jermaine Francis  | SKN São Cristóvão e Neves | xxo  | xxo  | xxx  |      |      |      |      |      |      |      | 2.10      | =                    |
| 14                | Jamal Wilson      | BAH Bahamas               | –    | –    | xxx  |      |      |      |      |      |      |      | NM        |                      |

Legenda
| Recorde mundial                  | Recorde mundial (World record)               |                       | Recorde africano                      | Recorde africano (African) |                                           | Q | Classificado por posição (Qualified) |
| Recorde dos Jogos Pan-Americanos | Recorde pan-americano (Pan-American record)  | Recorde da América    | Recorde da América (Americas)         | q                          | Classificado por melhor tempo (Qualified) |   |                                      |
| Melhor marca do ano              | Melhor marca do ano (World leading)          | Recorde asiático      | Recorde asiático (Asian)              | DNS                        | Não largou (Did not start)                |   |                                      |
| Recorde nacional                 | Recorde nacional (National record)           | Recorde europeu       | Recorde europeu (European)            | DNF                        | Não terminou (Did not finish)             |   |                                      |
| Recorde pessoal                  | Recorde pessoal do atleta (Personal best)    | Recorde da Oceania    | Recorde da Oceania (Oceania)          | DSQ / DQ                   | Desclassificado (Disqualified)            |   |                                      |
| Recorde da temporada             | Recorde da temporada do atleta (Season best) | Recorde sul-americano | Recorde sul-americano (South America) | NM                         | Sem marca (No mark)                       |   |                                      |